# Tinningstedt
Tinningstedt (Tinningsted en danois, Taningstää en frison septentrional) est une municipalité de l'arrondissement de Frise-du-Nord, dans le Schleswig-Holstein, en Allemagne.